# Bistum Almería
Das Bistum Almería (lat.: Dioecesis Almeriensis) ist eine in Spanien gelegene römisch-katholische Diözese mit Sitz in Almería.

## Geschichte
Das Bistum Almería wurde am 21. Mai 1492 durch Papst Innozenz VIII. errichtet und dem Erzbistum Granada als Suffraganbistum unterstellt.

## Weblinks

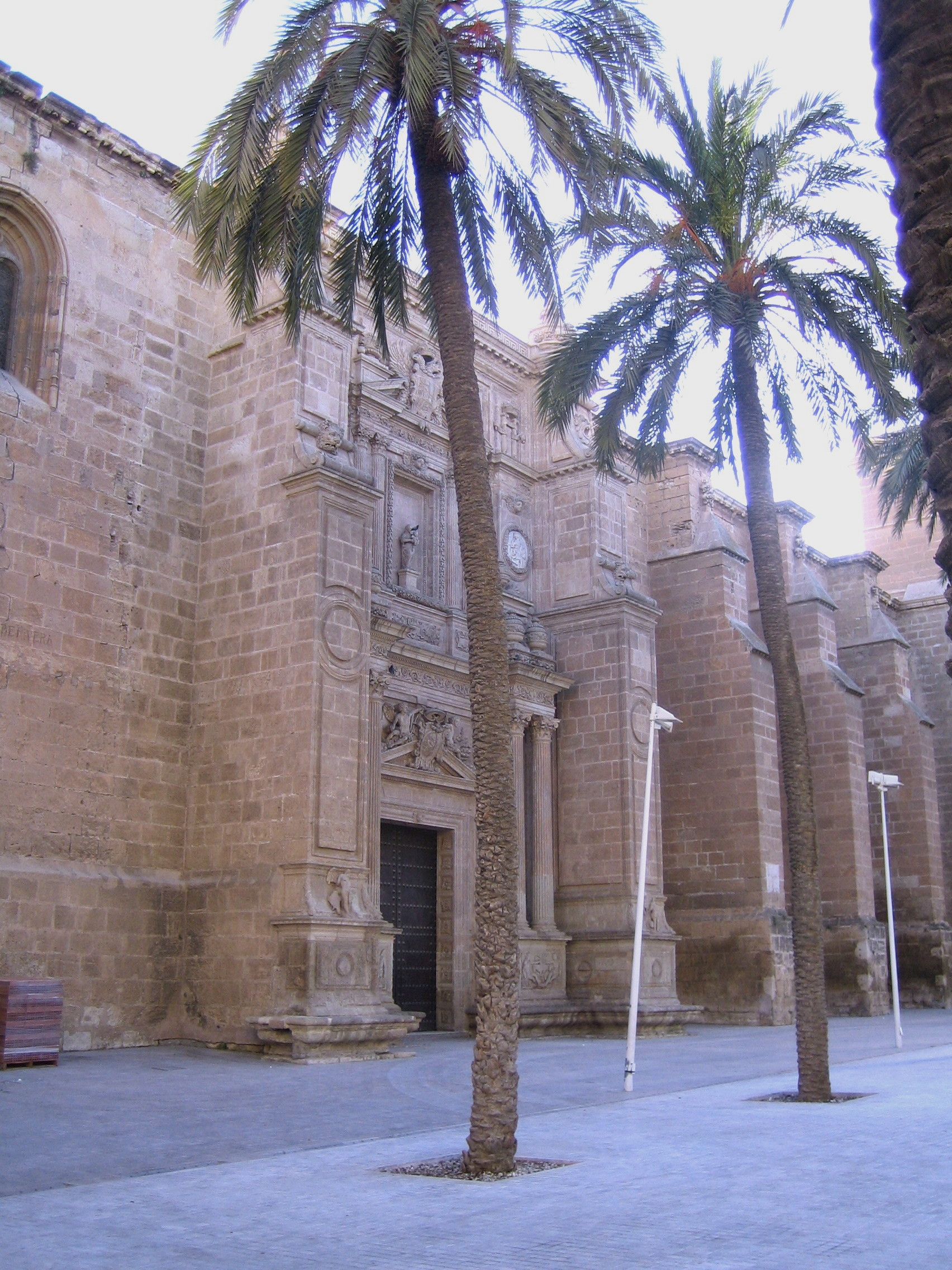
Nuestra Señora de los Dolores in Almería